# Гарвин, Ричард

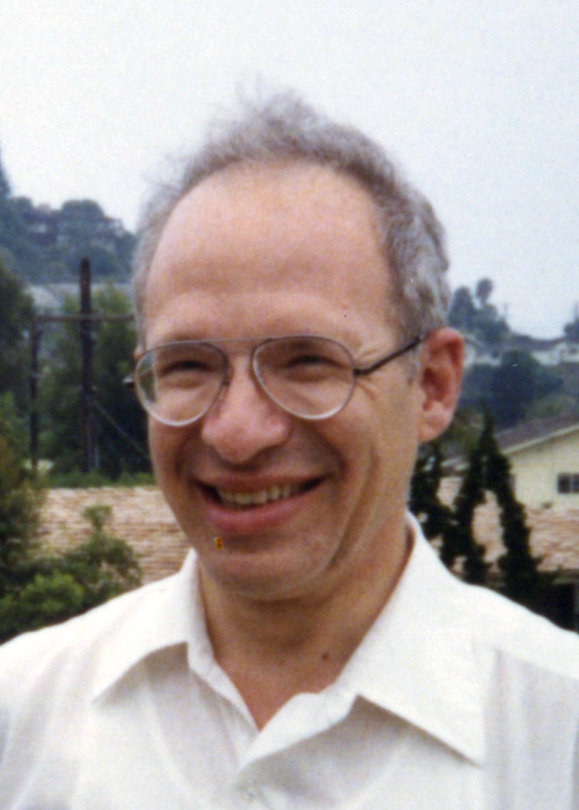
Ричард Гарвин (1980)

Ричард Гарвин (англ. Richard Lawrence «Dick» Garwin; 19 апреля 1928, Кливленд, Огайо — 13 мая 2025, Скарсдейл, Нью-Йорк) — американский физик, специалист по ядерному оружию, сыграл ключевую роль в разработке первой водородной бомбы (испытанной в 1952 году «Иви Майк»); также известен как консультант политической верхушки США (начиная от президента Эйзенхауэра и до Обамы).
Почти вся его деятельность связана с корпорацией IBM, где он работал с 1952 года, а с 1993 был её эмерит-фелло. Член Национальных Академии наук (1966), Медицинской (1975) и Инженерной (1978) академий США, а также Американского философского общества (1979). Удостоен Национальной научной медали (2002) и Президентской медали Свободы (2016).

## Биография
Окончил Университет Кейс Вестерн резерв (бакалавр физики, 1947). Степень доктора философии по физике получил в Чикагском университете в 1949 году под началом Энрико Ферми — приводят слова того о нём, что Гарвин был «единственным истинным гением», которого знал Ферми. На протяжении трёх лет преподавал в Чикагском университете, а также работал консультантом в Лос-Аламосской лаборатории, куда попал с подачи Ферми. После в 1952 году поступил в корпорацию IBM, где у него существовала договоренность, позволявшая ему отводить треть своего времени на консультирование правительства, с 1993 года эмерит-фелло IBM. Также преподавал в Колумбийском и Гарвардском университетах, в последнем являлся профессором Школы управления им. Джона Ф. Кеннеди. С 1997 по 2004 год являлся именным старшим фелло по науке и технологиям в Совете по международным отношениям.
Член редколлегии International Security (journal).
Член President's Science Advisory Committee (1962—65, 1969—72), Defense Science Board (1966—69).
Член совета НАН США (1983—1986, 2002—2005).
Длительное время состоял членом JASON.
Давний член совета директоров Union of Concerned Scientists.
С 1977 по 1985 год член совета лондонского Международного института стратегических исследований.
Член Пагуошского движения учёных, состоял в его совете.
Сторонник контроля над вооружениями.
Последовательный критик разработки ПРО США.
Подписал «Предупреждение учёных человечеству» (1992).

После потопления Советского Союза, я был поражён, — многие люди продвигали расширение НАТО. Я говорил, что думаю, что это ошибка. Я думал, что нам следует расширять «Партнёрство во имя мира», в которое входит Россия. [Многие ощущали], что Советский Союз пропал в холодной войне и там заслуживают того, что получают: нищету. Вы знаете, когда вы выигрываете, вы хотите иметь план Маршалла. Они люди, в конце концов. Вы хотите, чтобы они были на вашей стороне. Тогда как сдерживать [санкциями] их, потому что они «скверные люди», является: а) контрпродуктивным и б) аморальным. (2012)
Оригинальный текст (англ.)After the sinking of the Soviet Union…I was amazed…a lot of people were promoting the expansion of NATO. I said, I think this is a mistake. I thought we ought to have an expansion of the Partnership for Peace, which included Russia. [Many people felt] the Soviet Union had lost the Cold War and they deserved what they were getting: poverty. You know, when you win, you want to have a Marshall Plan. These are people, after all. You want to get them on your side. To keep [sanctions] on them anyway, because they’re “nasty people,” is (a) counterproductive and (b) immoral.

Фелло Американского физического общества, IEEE (2003), Американской академии искусств и наук (1969) и Американской ассоциации содействия развитию науки (1966).
Опубликовал более 500 работ, автор многих книг, получатель 43 патентов США.

## Личная жизнь и смерть
В 1947 году Гарвин женился на Лоис Леви (умерла в 2018 году), и у них было трое детей. Он умер 13 мая 2025 года в своём доме в Скарсдейле, штат Нью-Йорк, в возрасте 97 лет.

## Награды
- Public Service Award, Федерация американских учёных (1971, 1997)
- Премия Лео Силарда Американского физического общества (1976)
- Wright Prize (1983)
- AAAS Award for Scientific Freedom and Responsibility[англ.] (1988)
- Erice Science for Peace Award (1991)
- R. V. Jones Intelligence Award[англ.] (1996)
- Премия Энрико Ферми (1996)
- Public Service Medal Чикагского университета (2002)
- Золотая медаль Case Alumni Association (2002)
- Большая медаль Французской академии наук (2002)
- Национальная научная медаль (2002)
- Президентская медаль Свободы (2016)